# Pilarín Bueno
María del Pilar Bueno Medina (Pamplona, 16 de julio de 1944-Zaragoza, 18 de diciembre de 2023), conocida como Pilarín Bueno, fue una cantadora de jota aragonesa española.

## Biografía
Hija de Justo Bueno y Leandra Medina, María del Pilar Bueno nació en Pamplona, España, el 16 de julio de 1944. A los 4 años se trasladó con su familia a Zaragoza, lugar donde residiría el resto de su vida.
Siendo adolescente comenzó a recibir clases de canto por parte del maestro jotero José Esteso, inspirándose en la obra de destacados referentes de esa época, tales como José Oto, Encarnita Rodríguez y Josefina Ibáñez.
En 1960, se presentó a un certamen oficial de jota logrando obtener el primer premio, siendo este el punto de partida de su amplia carrera profesional, ofreciendo representaciones en distintos teatros de España como así también participaciones en destacados grupos de jota y grabaciones con importantes discográficas.
Integró importantes grupos tales como Raza Aragonesa, Educación y Descanso y Amigos del Arte, aunque su trayectoria estuvo ligada principalmente al grupo Alma de Aragón. Posteriormente fundaría Alma Jotera, grupo folclórico surgido en 2006.
En 1971, la Diputación Provincial de Zaragoza la distinguió concediéndole la «Medalla de Santa Isabel de Portugal».
Falleció el 18 de diciembre de 2023 en Zaragoza, España, a los 79 años.